# Karel Sýs
Karel Sýs (26. července 1946 Rychnov nad Kněžnou – 29. července 2024) byl český básník, spisovatel, překladatel a levicový novinář. V jeho tvorbě dominuje poezie, ale v posledních dvaceti letech života se věnoval i české historii, satiře porevolučního politického vývoje a studiím lidové slovesnosti. Některá díla publikoval pod pseudonymy Václav Spán a Věra Sýsová, v Naší pravdě též pod jménem Kosmas.

## Život
Karel Sýs maturoval v roce 1964 a poté vystudoval zahraniční obchod na Vysoké škole ekonomické (1969).
Od roku 1974 byl redaktorem týdeníku Tvorba, od roku 1976 vedl kulturní rubriku. Tamtéž byl i aktivním členem Lidových milicí a účastnil se jejich cvičení.[zdroj⁠?!] Po roce 1980 začal externě spolupracovat s několika nakladatelstvími, ve kterých působil jako lektor poezie. Roku 1988 se stal zástupcem šéfredaktora literárního časopisu Kmen. Roku 1989 mu byl udělen titul zasloužilý umělec.
V letech 1990–1992 redigoval erotický časopis Sextant. V roce 1993 byl redaktorem časopisu Domácí lékař.
V 90. letech tvořil především satirickou prózu, kritizující tehdejší poměry v politice a společnosti (Bordel v Čechách atp.). Otevřeně se hlásil ke KSČM, za niž v roce 1996 neúspěšně kandidoval do senátu v obvodu č. 81 – Uherské Hradiště.
Do dubna 2014 byl vedoucím (spolu)redaktorem literární přílohy Haló novin Obrys-Kmen, než došlo k jejímu ukončení Danielem Strožem. Od května 2014 byl vedoucím redaktorem nástupnického týdeníku Literatura-Umění-Kultura.
V posledních letech života se věnoval tvorbě historických knih, které mapují neotřelou formou některé kapitoly české historie v 20. století a svým stylem se mnohdy podobají nenávistné komunistické propagandě 50. let 20. století (př. Protektorát ve fotografii, Akce Heydrich, Praha před 100 lety).[zdroj?]
V roce 2018 ho prezident Miloš Zeman vyznamenal Medailí Za zásluhy I. stupně.

## Dílo
Jednalo se o básníka razantní materialistické obraznosti a dychtivého prožitku. Jeho tvorba vždy zahrnovala erotické prvky a zachovával si i smysl pro humor.

### Básnické sbírky
- Newton za neúrody jablek, 1969
- Pootevřený anděl, 1972
- Dlouhé sbohem, 1977
- Nadechni se a leť, 1978
- Americký účet, 1980
- Stroj času, 1984
- Písecká domovní znamení, 1985
- Atomový pléd, 1986
- Ze Země na Měsíc a zpátky, 1988
- Ztráty a nálezy, 1989

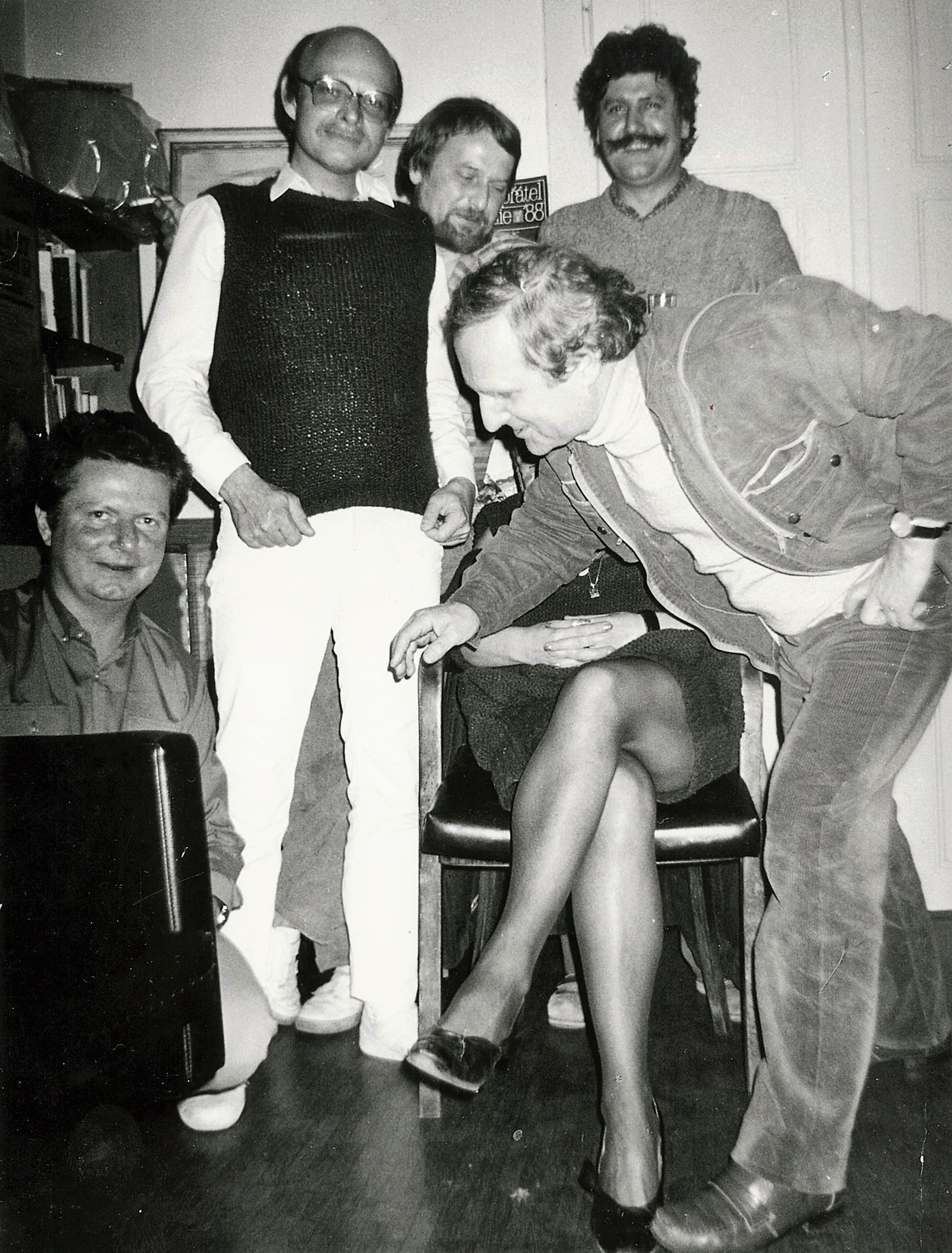
Část literární skupiny „Pětatřicátníků“ – Karel Sýs, Jaromír Pelc, Jiří Žáček, Jaroslav Holoubek a Petr Skarlant, zakrývající nejmenovanou sedící ženu, v redakci poezie Československého spisovatele 1988

- 1+1 aneb Nesoustavný rozhovor o poezii, psáno ve spolupráci s Jiřím Žáčkem
- Rodné číslo Homéra, 1986 výbor z jeho tvorby let 1962–1983

Po listopadu 1989 ztratil své výsadní postavení v české literatuře, a přešel do otevřené opozice vůči nové době.
- Zasklené kalhoty dospělého muže, 1992, vydal v cizině
- Píšu báseň, zatímco za oknem padá muž, 1992
- Načas v očistici, 1993
- Pět let v mrtvém domě, 1994
- Praha zezadu, 1999
- Džbán s dvojitým dnem, 2006
- Omráčená schránka, 2006
- Básně až na zem, 2006
- Pouhý jen básník, 2009
- Apokalypsa podle Joba, 2013
- Má abeceda, 2014
- Tři vzkazy spáčům, 2015

### Ostatní tvorba
- Návštěvy v ateliérech, 1981, rozhovory s výtvarnými umělci, spoluautor Jaromír Pelc

- Básník a spol., 1981, eseje

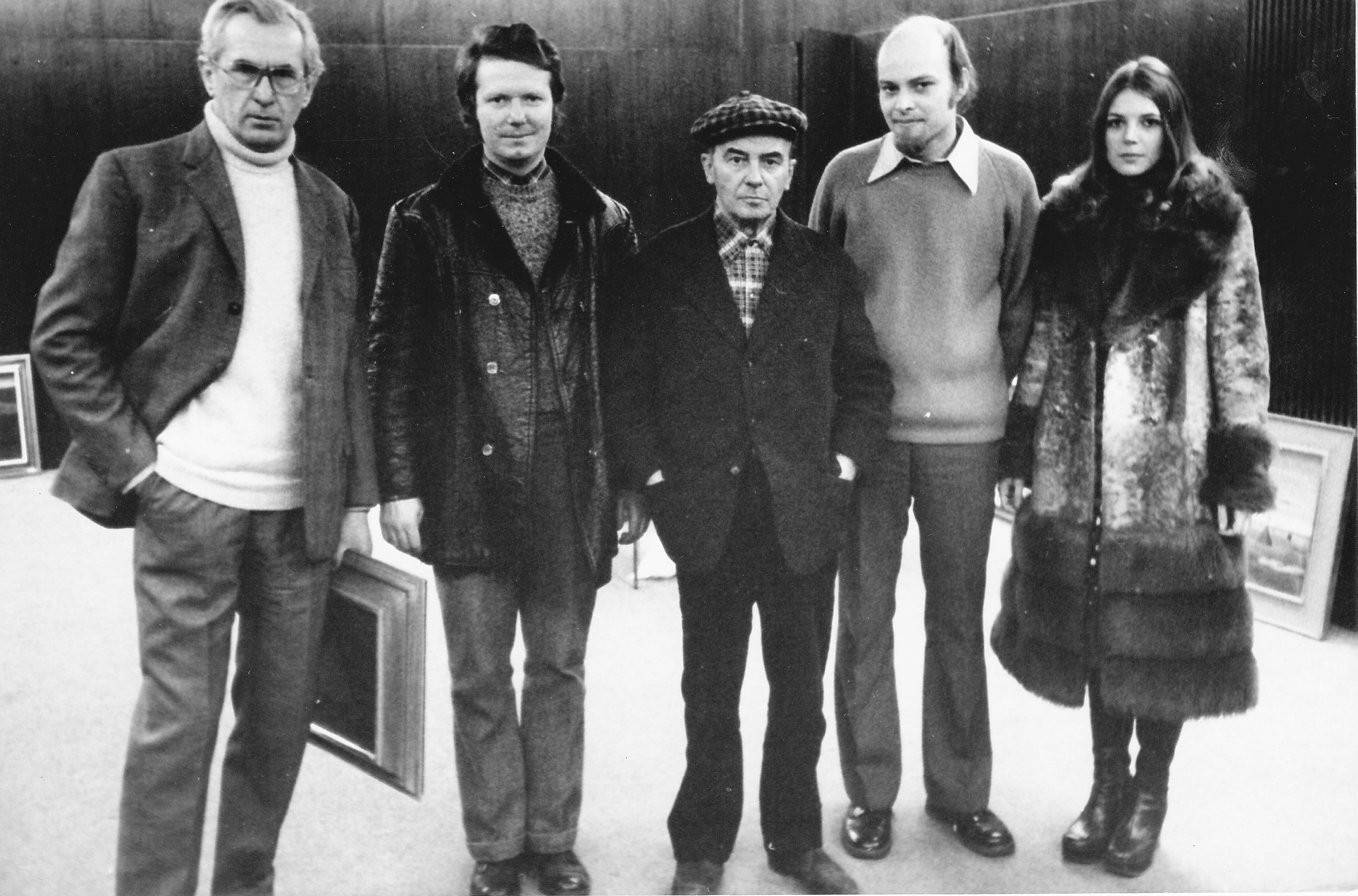
Instalace výstavy v Galérii Fronta 1. 2. 1976 – zleva František Dvořák, Karel Sýs, Kamil Lhoták, Jaromír Pelc a jeho manželka Tamara

- Pero nikoli za kloboukem, 1985, eseje
- Pražský chodec II, 1988 próza
- K. ještě po deseti letech, 1989, aforismy
- Kapsa, 1992 próza

### Studie
Ve své literárněhistorické práci se Sýs věnoval především erotické literatuře, zejména lidové.
- Sukýnky se mi krátí, 2000
- Malé dějiny pornografie, 2001, vydána pod pseudonymem Václav Spán, v podstatě antologie eroticky laděných pasáží z klasických děl světové literatury
- Pověry od Věry aneb Sáhni mi na knoflík, 2001
- (S)prostonárodní čítanka, 2003, vydána pod pseudonymem Václav Spán, sbírka lidové tvorby na vulgární témata

### Pro děti
- Co si povídají hodinky, 1975
- Co všechno svítí, 1983
- Co všechno létá, 1984
- Malá inventura, 1989

### Satiry
- Nová kronika aneb Bordel v Čechách, 1994
- Bordel na druhou, 1996
- Bordel do třetice, 1999
- Vymknuta z kloubů, 2004

### Knihy o historii
- Protektorát ve fotografii, 2006
- Praha před 100 lety, 2007
- Akce Heydrich, 2008, aneb Příliš mnoho otazníků
- Praha zednářská, 2009
- Jak se bavila Praha, 2009

### Publicistika
- Viděno deseti, 2009, deset rozhovorů s protagonisty mocenského převratu v listopadu 1989 z obou stran politického spektra, psáno s kol.
- Záhady 17. listopadu, 2010, volné pokračování předchozí knihy, dalších osm rozhovorů s protagonisty mocenského převratu v listopadu 1989, psáno s Dušanem Spáčilem

### Překlady (výběr)
Překlady ze slovenštiny a němčiny, ve spolupráci i z řady dalších jazyků.
- Třetí skupenství muže (autor Pavol Janík; Příbram, Periskop, 2009)
- Messalina (román starého Říma, autor Alfred Jarry; Praha, Otakar II., 2000
- Být při tom (výbor z díla, autor Vojtech Kondrót; Praha, Mladá fronta, 1987)

## Aforismy z knihy „K. ještě po deseti letech“ (1989)
- K. dostal k vánocům boty. Byly příliš velké. „Nic nevadí, počkám na jaro a budu si pod chodidla dávat včely.“
- K. podpořil přihlášku J.Slivovice do Svazu spisovatelů. Důvod: „Ta píše!“
- K. potřeboval ženu už jen proto, že si neuměl sám ostříhat nehty na pravé ruce.
- K. trávil tak rychle, že mohl jíst v restauracích zadarmo. Ani rentgenem mu nedokázali, že něco pozřel.
- „A. je dítětem Štěsteny“ referoval K. „Jen si představte, že dostopoval z Prahy do Košic i s nábytkem.“
- K. tři neděle před cestou do Řecka nepil a šetřil si játra. „Co kdyby mě přikovali ke skále? Co by si orel pomyslel?“ vysvětloval.
- K. často tvrdil: „Nejvíc chutná med od tureckých včel.“
- „Cuká sebou, jako by jí Galvani sáhnul na stehno,“ kritizoval K. jistou netýkavku.
- K. napsal učebnici prvních vět. Například radil román začít slovy: „P. seděl u umyvadla a máčel si nohy ve formaldehydu, když vstoupila kněžna.“
- „Tenhle I. je takový antisemita, že by nejraději prodával své knihy nerozřezané,“ povzdechl si K., a protože se I. blížil, ze strachu se pustil do anglické slaniny.
- K. se tak bál zubaře, že když ho rozbolely zuby, provokoval rvačky v hospodě s nadějí, že mu je někdo vyrazí.
- K. vysvětloval dialektiku na příkladu vody v bytě: „Když se vyleje na záchodě, chybí v koupelně.“
- „Neznám lepšího lékaře, než dr. Klid Nalůžku,“ tvrdil K.
- „Peníze nesmrdí,“ učil K., „pokud je ovšem nenosíte v zadní kapse kalhot.“
- K. propadl filatelii, a opustil svou vášeň teprve tehdy, když mu na prsou vyrašil aršík.
- Když mělo dojít na placení, K. se schoulil do bezbarvé kuličky a bohatší přátelé ho vynesli v aktovce ven.
- Nežli se K. vydal na návštěvu, tvrdě trénoval: obíral vidličkou a nožem sádrový model kuřete.
- K. omlouval nešiku: „Nemá na to muňky.“
- K. býval zlý i na přátele. Buď přišel na schůzku pozdě a láteřil, že na něj nepočkali, anebu přišel brzy a vztekal se, že tam ještě nejsou.
- „D. všecko prošustroval,“ posteskl si K. „A z jak podnikavé rodiny pochází! Jeho dědeček na Velikonoce pojišťoval proti ukřižování!“
- K. přivezl dětem z ciziny facku v pytlíčku. „Utrhnete růžek a facka se sama pěkně posadí na tvář,“ vysvětloval už z podlahy.